# Llano de Laguna
Llano de Laguna är en ort i Mexiko.   Den ligger i kommunen Cochoapa el Grande och delstaten Guerrero, i den sydöstra delen av landet, 260 km söder om huvudstaden Mexico City. Llano de Laguna ligger 2 461 meter över havet och antalet invånare är 106.
Terrängen runt Llano de Laguna är kuperad västerut, men österut är den bergig. Llano de Laguna ligger uppe på en höjd. Runt Llano de Laguna är det ganska tätbefolkat, med 60 invånare per kvadratkilometer. Närmaste större samhälle är Malinaltepec, 18,2 km väster om Llano de Laguna. I omgivningarna runt Llano de Laguna växer huvudsakligen savannskog.